# Mia Santoromito
Mia Santoromito (Sydney, 29 marzo 1985) è una pallanuotista australiana, vincitrice di una medaglia di bronzo ai giochi olimpici di Pechino 2008.